# Hijos de la Tierra (película)
Hijos de la Tierra (2014) es un documental en coproducción México, Brasil, España e Inglaterra, dirigido por Axel O'Mill y Patxi Uriz. En 2016 obtuvo el Premio Goya a mejor corto documental, ganó la primera edición del Festival de Cine Rural Carlos Velo y la edición 19 del Festival de Cine de Zaragoza.

## Sinopsis
En este trabajo cinematográfico se muestra a través de hombres y mujeres la medicina de diferentes culturas, en una relación de respeto y vinculación con la "Madre Tierra" y a esta relación como imprescindible para la salud y el bienestar de todos los seres vivos". La película invita a la búsqueda de nuevos caminos de sanación, planteando un alegato a favor de la medicina natural cuyo mensaje es que nuestra salud y la de la Tierra no debieran de ser un negocio.
Según los creadores, es un documental que busca ser un vehículo transmisor de los conocimientos de quienes los comparten y de concientizar al espectador sobre qué significa ser "Hijo de la Tierra". El documental insiste en que "el gran reto es volver a ser capaces de pensar en el bien común, la Tierra, nuestra mayor proveedora de vida".

## Origen
El director Axel O'Mill menciona sobre cómo surgió la idea de hacer este documental diciendo que la "idea surgió por un trabajo fotográfico" que le encargó un naturópata. La propuesta de esta persona era hacer un libro sobre plantas medicinales que él cultivaba en la península ibérica y en Brasil, específicamente en una zona de preservación del Amazonas, que este naturópata había comprado. Una vez que O'Mill vio todo lo que podía dar de sí aquella experiencia, "todo ese intercambio de conocimiento con los chamanes y los hombres sabios de la selva" le dijo que el libro ya lo harían pero que el tema daba para más, "que se podía hacer un documental."